# 北電総合設計
北電総合設計株式会社（ほくでんそうごうせっけい）は、北海道札幌市中央区に本社を置く北海道を基盤とする建設コンサルタント会社。北海道電力の非連結子会社。

## 沿革
- 1974年7月1日　株式会社北海道都市建築綜合事務所を設立。
- 2002年10月1日　北電興業株式会社技術部と統合し、社名を北電総合設計株式会社として北海道電力の子会社となる。